# Сташки
Сташки́ — село у Гладковицькій сільській громаді Коростенського району Житомирської області України. Населення становить 325 осіб.

## Історія
У 1906 році село Гладковицької волості Овруцького повіту Волинської губернії. Відстань від повітового міста 3 версти, від волості 2. Дворів 23, мешканців 138.

## Населення

### Мова
Розподіл населення за рідною мовою за даними перепису 2001 року:
| Мова       | Кількість | Відсоток |
| ---------- | --------- | -------- |
| українська | 319       | 98.15%   |
| російська  | 5         | 1.54%    |
| білоруська | 1         | 0.31%    |
| Усього     | 325       | 100%     |